# Fotia
Fotia (sv. Eld) är den cypriotiska artisten Anna Vissis album som kom ut år 1989.

## Låtlista
1. Pseftika
2. Xanagirisa
3. Balomataki
4. Se Skeftome Sinehia
5. Fotia
6. Kapnizo
7. Ti Mou Kanis
8. Voihia
9. Ouai Ki'Alimono
10. Telios Erotas